# Superliga 2004/05 (Türkei)
Die Saison 2004/05 war die 13. Spielzeit der Superliga, der höchsten türkischen Eishockeyspielklasse. Meister wurde zum dritten Mal in der Vereinsgeschichte Polis Akademisi ve Koleji. Aufgrund einer Ligaverkleinerung stiegen die vier Letztplatzierten Ankara TED Kolejliler, Antalya Akdeniz Kolejliler, Istanbul TED Kolejliler und Izmit Sirintepe SK in die 2. Liga ab.

## Hauptrunde

### Modus
In der Hauptrunde absolvierte jede der zehn Mannschaften insgesamt 18 Spiele. Die vier bestplatzierten Mannschaften qualifizierten sich für die Playoffs, in denen der Meister ausgespielt wurde. Die Mannschaften auf den Plätzen 7 bis 10 stiegen direkt in die 2. Liga ab. Für einen Sieg erhielt jede Mannschaft zwei Punkte, bei einem Unentschieden gab es ein Punkt und bei einer Niederlage null Punkte.

### Tabelle
|     | Klub                            | Sp | S  | U | N  | Tore    | Punkte |
| --- | ------------------------------- | -- | -- | - | -- | ------- | ------ |
| 1.  | Polis Akademisi ve Koleji       | 18 | 18 | 0 | 0  | 310:32  | 36     |
| 2.  | Anka Spor Kulübü                | 18 | 15 | 0 | 3  | 295:64  | 30     |
| 3.  | İzmir Büyükşehir Belediyesi SK  | 18 | 14 | 0 | 4  | 240:69  | 28     |
| 4.  | İstanbul Paten SK               | 18 | 13 | 0 | 5  | 237:79  | 26     |
| 5.  | Şampiyon Ankara                 | 18 | 9  | 0 | 9  | 130:125 | 18     |
| 6.  | Büyükşehir Belediyesi Ankara SK | 18 | 7  | 0 | 11 | 105:129 | 14     |
| 7.  | Istanbul TED Kolejliler         | 18 | 7  | 0 | 11 | 79:213  | 14     |
| 8.  | Ankara TED Kolejliler           | 18 | 4  | 0 | 14 | 104:151 | 8      |
| 9.  | Antalya Akdeniz Kolejliler      | 18 | 1  | 0 | 17 | 55:429  | 2      |
| 10. | İzmir Şirintepe SK              | 18 | 1  | 0 | 17 | 65:329  | 2      |

Sp = Spiele, S = Siege, U = Unentschieden, N = Niederlagen

## Playoffs

### Halbfinale
- Anka Spor Kulübü – İzmir Büyükşehir Belediyesi SK 4:11
- Polis Akademisi ve Koleji – İstanbul Paten SK 8:4

### Spiel um Platz 3
- Anka Spor Kulübü – İstanbul Paten SK 5:8

### Finale
- Polis Akademisi ve Koleji – İzmir Büyükşehir Belediyesi SK 7:3